# Movimento Brasil Livre
O Movimento Brasil Livre (MBL) é um movimento político liberal-conservador brasileiro vinculado à direita, ativo desde 2014. Em seu manifesto, cita cinco objetivos: "imprensa livre e independente, liberdade econômica, separação de poderes, eleições livres e idôneas e fim de subsídios diretos e indiretos para ditaduras". Obtiveram maior destaque nacional como oposição ao governo Dilma em 2016, com grande atuação e liderança nos protestos da época.  Apesar disso, posteriormente o movimento defendeu e protocolou à época o impeachment de Jair Bolsonaro e advogou pelo voto nulo no segundo turno das eleições presidenciáveis de 2022. Atualmente, se declaram como uma alternativa de "terceira via" na política brasileira com candidatos próprios e independentes para suas campanhas eleitorais e buscam estruturar um novo partido político chamado Missão.
O MBL surgiu ao final de 2014 com a organização de duas manifestações nos estados brasileiros de São Paulo e Rio Grande do Sul em apoio às investigações da Operação Lava Jato e por mais liberdade de imprensa. Em 2016, combinou forças com as bancadas evangélica e ruralista do Congresso por uma agenda de Estado mínimo, reforma trabalhista, ajuste fiscal e redução da maioridade penal. Com sede nacional em São Paulo, o movimento realizou frequentes protestos a favor do impeachment de Dilma Rousseff e ações políticas em todo o país. Inicialmente, a estratégia política do MBL foi pela convocação das manifestações dos dias 15 de março e 12 de abril de 2015, em seguida, as manifestações de 2016. Após o impeachment, o movimento auxiliou o governo Temer na promoção de reformas, como as trabalhistas e previdenciárias. Em 2019, o MBL e o Movimento Vem pra Rua abandonaram o apoio ao bolsonarismo e tornaram-se oposição ao governo.
De acordo com o jornal The Economist, o grupo é composto por aderentes do thatcherismo e foi fundado "para promover respostas do livre mercado aos problemas do país". Para o jornal El País, apesar de sua aparência, a ação do movimento é eminentemente antipetista, aspecto que vem sendo repetidamente notado. O movimento está posicionado à direita do espectro político tradicional. Formado em sua maioria por jovens com menos de trinta anos, seus integrantes são conhecidos por seus discursos incisivos, sendo comparados pela revista Exame a uma startup que nasceu para fazer protestos. Segundo a revista Época, nos protestos de 16 de agosto de 2015, Kim Kataguiri e Fernando Holiday, duas lideranças do movimento, foram recebidos pela população participante como estrelas da política brasileira.

## História

### Origens
O MBL foi fundado em 1º de novembro de 2014 por Kim Kataguiri, Renan Santos, Gabriel Calamari, Frederico Rauh, Alexandre Santos, Rafael Rizzo e Rubinho Nunes, sob a estrutura formal (CNPJ, contas bancárias e sede) do Movimento Renovação Liberal (MRL), uma associação privada da família de Renan Santos. Tal associação se afirmava uma organização da sociedade civil de interesse público (OSCIP) "sem fins econômicos e lucrativos" em seu estatuto social registrado em cartório em julho de 2014. Como OSCIP, acarretaria prestações anuais de contas avalizadas pelo Ministério da Justiça (MJ) e dedução no imposto de renda para os doadores, mas não havia tal requisição ou reconhecimento pelo MJ. Já no cadastro na Receita Federal do Brasil, há informado que a criação ocorreu em março de 2015, tem por atividade principal a prestação de "serviços de feiras, congressos, exposições e festas" e quadro societário divergente do que consta no seu estatuto social.
Na época o MBL promoveu sua primeira manifestação, reunindo cerca de 5 mil pessoas no Museu de Arte de São Paulo (MASP) pela investigação e punição dos envolvidos no escândalo apurado pela Operação Lava Jato, e pela liberdade de imprensa, depois da sede do Grupo Abril ter sido vandalizada em outubro do mesmo ano.

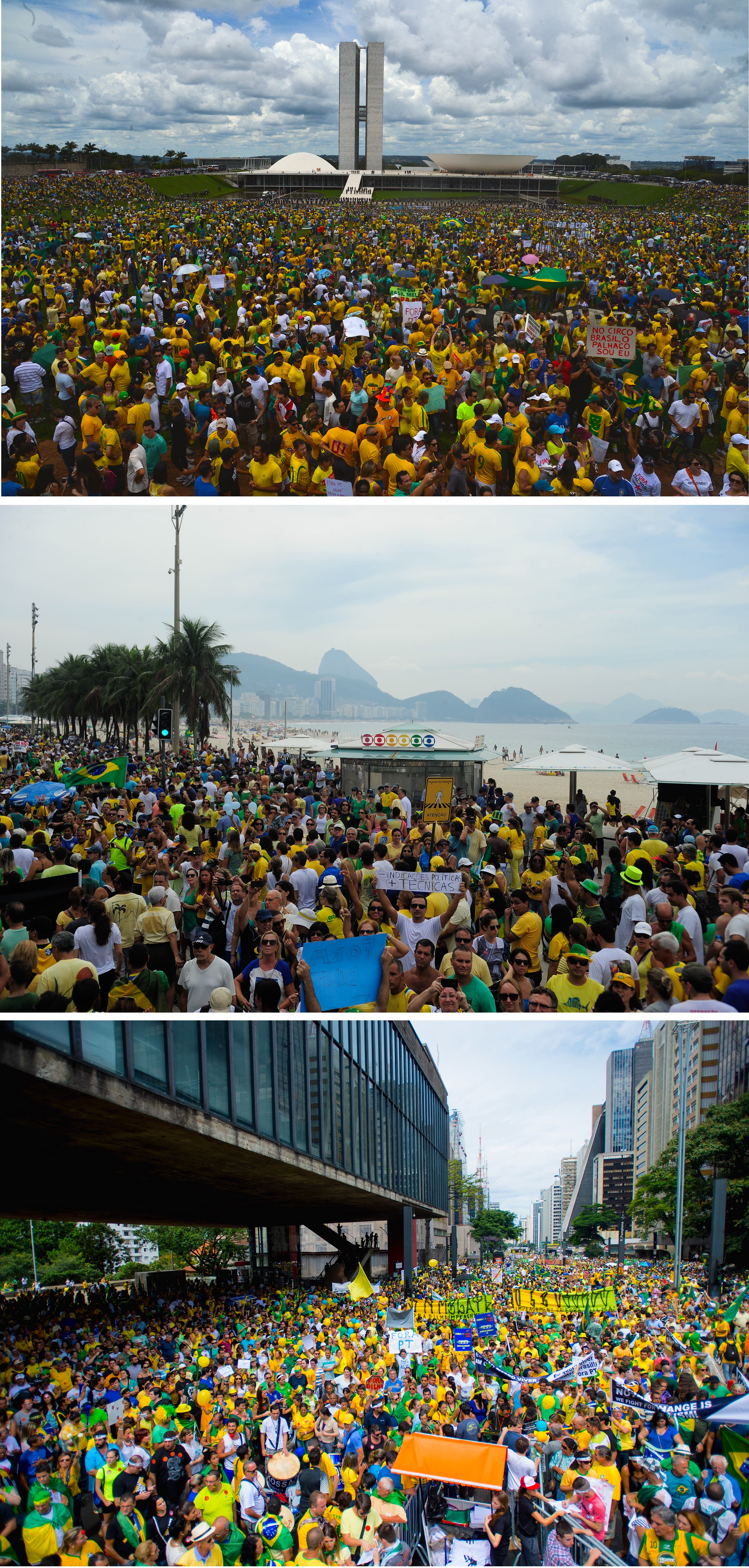
Protestos que o MBL ajudou a convocar e nos quais esteve presente

O MBL participou das manifestações populares que ocorreram em diversas regiões do Brasil e que tiveram como principais objetivos protestar contra o Governo Dilma Rousseff e a corrupção. Essas manifestações reuniram centenas de milhares de pessoas nos dias 15 de março, 12 de abril e 16 de agosto e, segundo algumas estimativas, foram a maior mobilização popular no país desde o início da Nova República. No dia 15 de março, ocorreram protestos em todos os estados brasileiros, em ao menos 160 cidades. Os estados de São Paulo, Rio Grande do Sul, Santa Catarina, Paraná e Rio de Janeiro registraram as maiores adesões, enquanto os estados do Norte e do Nordeste tiveram menor índice de participação. Em Palmas, por exemplo, não houve protestos.  Também foram registrados protestos em seis cidades do exterior: Buenos Aires, Londres, Lisboa, Miami, Montreal e Nova Iorque. As estimativas totais de participantes variam. Enquanto as polícias militares estimam entre 1,4 milhão e 2,4 milhões, outras fontes afirmam que estiveram presentes 3,6 milhões de pessoas.
Após as últimas manifestações, o MBL iniciou a Marcha pela Liberdade, uma marcha de São Paulo até Brasília, pleiteando o impeachment de Dilma Rousseff. Chamada de "Marcha pela Liberdade", saiu de São Paulo no dia 24 de abril e percorreu três estados e mais de mil quilômetros, ao longo de 33 dias, chegando a Brasília em 27 de maio. No Congresso Nacional, ingressaram com um pedido de impeachment contra a presidente. Os manifestantes foram recebidos por líderes da oposição no Congresso Nacional e, em seguida, se reuniram com o presidente da Câmara dos Deputados, Eduardo Cunha (PMDB-RJ). Durante a marcha, Kim Kataguiri, um dos líderes do MBL, sofreu um acidente quando um motorista embriagado atingiu o carro que dava apoio ao grupo na estrada.
Durante a discussão do processo de impeachment pela Câmara dos Deputados, em 16 de abril de 2016, quando o acesso à Câmara estava restrito, os líderes Kim Kataguiri, Renan Santos e Rubens Nunes entraram no plenário com crachás fornecidos irregularmente pelos deputados oposicionistas Darcísio Perondi (PMDB-RS) e Pauderney Avelino, líder do DEM.

#### Questionamentos sobre seu financiamento
O financiamento do MBL tem sido repetidamente questionado, uma vez que o grupo não revela de forma transparente a origem de seus recursos. A deputada federal Jandira Feghali acusou, em entrevistas, o movimento de receber financiamento internacional. O financiamento do MBL é supostamente ligado aos irmãos Koch (David e Charles Koch). Por outro lado, os responsáveis pelo MBL afirmam que ele é mantido pela contribuição financeira de seus seguidores, por recursos pessoais e por doações de empresários, para promover seus atos e divulgá-los nas redes sociais. Entretanto, Kim Kataguiri confirma que coordenadores do MBL receberam treinamento no Students for Liberty, organização que é financiada pelos irmãos Koch.

### Após o impeachment

#### Participação nas eleições municipais de 2016
Ao final do processo de impeachment, o MBL direcionou seu foco para as eleições vindouras, tendo o MBL lançado um candidato a prefeito, José Pocai, que venceu a eleição e tornou-se prefeito de Monte Sião; um candidato a vice-prefeito, Rubinho Nunes, que foi derrotado em Vinhedo; e 45 candidatos a vereador, dos quais 8 foram eleitos: Fernando Holiday em São Paulo, Ramiro Rosário em Porto Alegre, Filipe Barros em Londrina, Léo Braga em Sapiranga, Carol Gomes em Rio Claro, Marschelo Meche em Americana e Homero Marchese em Maringá. O MBL também apoiou a candidatura de Nelson Marchezan Júnior à prefeitura de Porto Alegre, que foi a vencedora.

#### Ataque ao Queermuseu
O MBL fez críticas à exposição de arte Queermuseu e, mais tarde, à peça teatral La Bête, acusando-os de incentivar a pedofilia e por blasfêmia. Por essa razão, o movimento foi acusado pelos críticos de tentar censurar a arte. O Santander Cultural, patrocinador do Queermuseu, se viu obrigado a recuar e fechou antecipadamente a exposição, e emitiu uma nota de esclarecimento.

#### Exclusão de alegadas redes de desinformação pelo Facebook
No dia 25 de julho de 2018, o Facebook excluiu 196 páginas e 87 contas do Brasil que classificou como integrantes de uma "rede de desinformação".  Muitas dessas páginas eram ligadas ao MBL e a outros grupos conservadores como uma página relacionada ao movimento "Brasil 200".
Seis dessas páginas eram ligadas ao Movimento Brasil Livre, como os perfis dos militantes Renato Battista e Thomaz Henrique Barbosa, e a página de um dos coordenadores nacionais do grupo, Renan Santos.

#### Desempenho nas eleições gerais de 2018
Em 2018, alguns membros e políticos ligados ao MBL foram eleitos para o Congresso Nacional: os deputados federais Kim Kataguiri, por São Paulo; José Mario Schreiner, por Santa Catarina; Paulo Martins, pelo Paraná, Sóstenes Cavalcante, pelo Rio de Janeiro e Jerônimo Goergen, pelo Rio Grande do Sul e os senadores Marcos Rogério, por Rondônia e Eduardo Girão, pelo Ceará.
Nas assembleias legislativas estaduais, foram eleitos Arthur do Val em São Paulo, Homero Marchese no Paraná e Ulysses Moraes no Mato Grosso.

#### Promoção da rede social Gab
Em janeiro de 2019 foi mencionado ao lado de outros veículos sociais de "ultradireita" ao promover a rede social Gab, que tem sido descrita como uma plataforma de supremacistas brancos e de pessoas da direita alternativa.

#### Admissão do aumento da polarização no Brasil
Em 28 de julho de 2019, em entrevista à Folha de S.Paulo, Renan Santos, que coordena o grupo nacionalmente, disse que outros membros abriram "a caixa de Pandora de um discurso polarizado" sobre política no Brasil e que seriam "paz e amor na forma de dialogar com o outro".

#### Revelações da Vaza Jato
No arquivo da Vaza Jato de 2019 do The Intercept, foi apontado que o procurador da República Deltan Dallagnol usou grupos políticos para ser um dos seus porta-vozes pessoais, entre eles o Movimento Brasil Livre. No entanto, nos diálogos, o procurador da Lava Jato e o então juiz Sergio Moro afirmaram que não tinham contato com o MBL.
Em novembro de 2019, o administrador Thiago Dayrell foi acusado de injúria racial contra uma cozinheira pelos funcionários do restaurante onde estava, em Belo Horizonte, Minas Gerais. Segundo o relato, Thiago, que era integrante do núcleo do MBL de Belo Horizonte, se exaltou com a demora no atendimento, o que levou a cozinheira a pedir calma, ao que ele teria respondido "Não coloca a mão em mim, sua crioula", o que teria iniciado uma confusão com outros funcionários. A cozinheira tentou separar a briga e Thiago a agarrou pelo pescoço e chutou sua perna. Thiago, em seu relato, negou a injúria racial e afirmou que ele é quem foi espancado, e pediu imagens das câmeras de segurança pra provar sua versão.
Ao fim, o ex-integrante do MBL de Belo Horizonte foi autuado em flagrante por "injúria racial" e "vias de fato", e levado à delegacia. Thiago pagou fiança e depois foi liberado, e responderá aos processos em liberdade.

#### Acusação de lavagem de dinheiro em 2020
No dia 10 de junho de 2020 foram presos Alessander Mônaco Ferreira e Carlos Augusto de Moraes Afonso (mais conhecido como Luciano Ayan), investigados por lavagem de dinheiro. Inicialmente os empresários foram ligados ao MBL pela imprensa, mas o grupo negou que ambos faziam parte do movimento.
Em outubro de 2020, o Ministério Público afirmou que a família Ferreira dos Santos devia 400 milhões de reais em impostos e, em nota, disse que o MBL ocultava patrimônio por meio de diversas pessoas jurídicas, entre elas o Movimento Renovação Liberal (MRL). Em novembro do mesmo ano, porém, a Justiça rejeitou a denúncia por não haver indícios de crime.

#### Saída de Fernando Holiday
Em 28 de janeiro de 2021, Fernando Holiday anunciou sua saída do Movimento Brasil Livre. Segundo uma nota publicada pelo movimento no mesmo dia, o motivo da saída de Holiday foi que o vereador "escolheu seguir um caminho próprio", decidindo dar um "afinco especial" nas pautas LGBT e na luta antiabortista.

#### Pandemia de COVID-19
Ao mesmo tempo em que na pandemia defendeu o lockdown, o Movimento Brasil Livre foi a favor da vacinação obrigatória contra o covid-19, entre outras medidas e posicionamentos contrários do espectro político da direita majoritária, como do então do ex-presidente Jair Bolsonaro. Fato este que fez o movimento se alinhar na época à movimentos de centro-esquerda, criando maior oposição contra o governo vigente de Bolsonaro.

### Reestruturação e tempos atuais

#### Criação da Academia MBL
Em 2021, perto de completar 7 anos de existência e veterano de três eleições, o movimento mudou sua estrutura interna de coordenadores e criou a Academia MBL, com objetivo de preparar militantes capazes de articular políticas públicas, organizar manifestações e ampliar sua rede de influência nas redes sociais. A Academia conta com aulas magnas de grandes personalidades da política brasileira, como o ex-presidente Fernando Henrique Cardoso, o ex-secretário da Fazenda de São Paulo Henrique Meirelles e o fundador do Partido Novo, João Amoedo.

#### Desempenho nas eleições gerais de 2022
Nas eleições gerais de 2022, o MBL conseguiu eleger apenas dois parlamentares: Kim Kataguiri, reeleito deputado federal por São Paulo, e Guto Zacarias, eleito deputado estadual no mesmo estado, o que levou a discussões sobre o uso do fundo eleitoral, que era até então considerado imoral pelo grupo. Conforme anunciado pelas lideranças do movimento no seu 7º Congresso Nacional, existe um projeto de criar um partido próprio, em andamento desde 2023, e lançar a candidatura de Danilo Gentili à presidência da República.

#### Saída de Rubinho Nunes
Em 27 de outubro de 2022, o MBL anunciou a saída do vereador Rubinho Nunes, um de seus fundadores, pelo distanciamento entre o mandatário e o movimento. Enquanto o MBL defendia o voto nulo nas eleições para o governo de São Paulo e para a presidência do Brasil, Rubinho declarou apoio a Tarcísio de Freitas e voto crítico em Jair Bolsonaro.
Rubinho, antes de sua saída, era candidato a deputado federal por São Paulo, mas decidiu retirar sua candidatura, já decidi se candidatar à reeleição em 2024.

#### Criação da Valete
Em 2023, o movimento criou uma nova marca: Valete, que estampa a revista do movimento. Assemelhando-se à formatos editorais de esquerda, o MBL traz pensadores e jornalistas consagrados dentro do campo da direita para escrever os textos que compõem a revista.
Além da revista, o MBL vende sob essa marca outros produtos como pó de café, baralho, caneca e porta-copos.

#### Criação do Partido Missão
Em 17 de outubro de 2023, foram publicados no Diário Oficial da União (DOU) o Estatuto e o Programa do Partido Missão. Mas só em 5 de novembro, no Congresso do MBL em São Paulo, a criação do partido foi anunciada, juntamente à sua identidade visual. Logo em seguida, foi dado início ao processo de coleta de apoiamentos para o registro do partido no Tribunal Superior Eleitoral. Em agosto de 2024, 114.029 dos 547 mil apoiamentos necessários foram coletados.

#### Livro Amarelo
Em 11 de fevereiro de 2023, durante o Congresso Online "O Renascimento da Direita", um conjunto de transmissões ao vivo realizadas pelo MBL, Kim Kataguiri anunciou que o movimento está trabalhando na criação do chamado "Livro Amarelo", um novo documento de teses do movimento. Na ocasião, foi dito que, para tal, o movimento estaria "reunindo grupos de trabalho, especialistas que estudam países em desenvolvimento que estiveram em condições piores que o Brasil, para a gente qualificar essa tese". Em outubro de 2023, o programa do Partido Missão citou o livro como o programa detalhado de governo do partido, que orientaria seus eleitos a nível federal, estadual e municipal.
Em 2024, iniciou-se o lançamento do Livro Amarelo, que não será lançado de uma só vez, e sim em diferentes partes. Nele, o MBL e os fundadores da Missão passaram a adotar uma postura menos extremada sobre o liberalismo, defendendo um papel maior do Estado.

#### Desempenho nas eleições municipais de 2024
Em 2024, o MBL elegeu a vice-prefeita de Meridiano e 15 vereadores por todo o país, voltando, com Amanda Vettorazzo, à Câmara Municipal de São Paulo. Renan Santos e Kim Kataguiri destacaram, em entrevistas à Revista Oeste e à Folha de São Paulo, a expansão do MBL para o Nordeste com as eleições de Matheus Faustino em Natal e Sandro Filho em Salvador. Essa foi a primeira eleição em que o movimento usou o "Fundão Eleitoral".

## Posicionamentos
O MBL se define como um movimento liberal e republicano. Em seu manifesto, o MBL cita cinco objetivos: "imprensa livre e independente, liberdade econômica, separação de poderes, eleições livres e idôneas e fim de subsídios diretos e indiretos a ditaduras". Em seu manual, o movimento cita como referências teóricas o liberalismo conservador de Meira Penna, a doutrina econômica de Friedrich Hayek e Ludwig von Mises, a defesa do império da lei de Frédéric Bastiat e a ciência política de Eric Voegelin, Edmund Burke, Russell Kirk e de Ortega y Gasset.
O MBL defende a eliminação dos controles de salários, preços, aluguéis, lucros, produção e juros; fim do favorecimento público a setores privados da economia; plena liberdade econômica; fim dos monopólios estatais; privatização das empresas públicas e sociedades de economia mista; fim da interferência governamental nas relações trabalhistas com total liberdade entre as partes; liberdade de organização sindical; livre mercado com circulação de bens, produtos e serviços." Nos costumes, MBL defende a revogação do estatuto do desarmamento e o reconhecimento do direito de autodefesa do cidadão.
Sobre a educação, o movimento apoiou o Escola sem Partido, a nível estadual e municipal; a legalização do ensino domiciliar; a redução de impostos para escolas privadas; entre outras propostas. Na saúde, apoia a extinção de todos os tributos sobre medicamentos ou aparelhos médicos, abertura do mercado hospitalar a empresas estrangeiras, desburocratização de operadoras de plano de saúde, entre outros.
A reforma do sistema eleitoral brasileiro defendida pelo MBL inclui, entre outros, os seguinte itens: proibição de publicidade de empresas públicas e economia mista monopolistas; implantação do voto distrital misto e do mandato de cinco anos para cargos eletivos do poder executivo; fim do voto obrigatório, do Fundo Partidário, da reeleição e do alistamento militar obrigatório; diminuição no número de deputados; eleição para suplente de Senador; fortalecimento do federalismo.
Nos últimos anos, houve mudanças significativas em diversos posicionamentos do grupo, em contraponto ao seu espectro político. Após relativo fracasso nas últimas eleições municipais e estaduais, passaram a defender o uso do Fundão Eleitoral, no qual membros eram majoritariamente contra o uso no passado. Defendeu a política do lockdown, vacinação obrigatória contra o covid-19 e usou obrigatório de máscaras durante a pandemia do covid-19. Outro ponto em consideração foi em relação à maior regulamentação das redes sociais, proposta pelo deputado federal Kim Kataguiri, onde argumentava que a internet não é "Terra sem lei".

### Quadro de pautas
| Fixas | 2014–atualidade | Antigas (ou alcançadas) |
| --- | --- | --- |
| - Redução do número de ministérios pela metade - Fim da fraude orçamentária - Ajuste fiscal sem aumento de impostos - Repúdio ao Foro de São Paulo - Fim das verbas de publicidade estatal | - Saída do Ministro do Supremo Tribunal, Dias Toffoli, do colegiado julgador da Operação Lava Jato - CPI do programa Mais Médicos - Concessão de asilo político a Leopoldo López - Pedido de impeachment de Ricardo Lewandowski - Fim do foro privilegiado - Apoio à Operação Lava Jato - Contrário à anistia ao caixa dois - Contrário ao projeto de abuso de autoridade | - Saída de Renan Calheiros da presidência do Senado - Impeachment de Dilma Rousseff - Apoio a PEC 241 - Contrário às "invasões" de escolas - CPI do BNDES - Fim dos benefícios do ex-presidente Lula |

## Relação com partidos políticos
Na época de sua fundação o movimento se declarava apartidário, mas gravações de áudio reveladas em 2016 pelo portal UOL em matéria assinada pelo jornalista Vinicius Segalla mostram o líder do MBL afirmando que receberam ajuda de partidos políticos de oposição ao Governo Dilma Rousseff como DEM, PMDB, PSDB, e Solidariedade. Em sua defesa o MBL afirmou que os áudios estão "fora do contexto" e "distorcidos". O colunista Reinaldo Azevedo acusou o UOL de agir com má-fé, uma vez que, de acordo com o blogueiro, o portal estaria tentando transformar "uma parceria clara, necessária e admitida numa espécie de relação escusa".
O UOL atualizou a notícia e afirmou que, "no entanto, os coordenadores do movimento negociaram e pediram ajuda a partidos pelo menos a partir deste ano. Atualmente, o MBL continua com as campanhas de arrecadação nos seus canais de comunicação, mas se define como 'suprapartidário'".
O movimento possui membros de diversos partidos, filiados ao Partido Novo (NOVO), Movimento Democrático Brasileiro (MDB), Partido Social Democrático (PSD), Progressistas (PP), Partido Social Cristão (PSC), União Brasil (UNIÃO), Partido da Social Democracia Brasileira (PSDB), Podemos (PODE) e outros.[carece de fontes?] No entanto, o movimento anunciou, em 2022, que possui planos para criar um partido próprio.

### Apoios em eleições
O MBL conseguiu eleger alguns de seus membros em diversas cidades nas eleições de 2016, 2018 e 2020 e apoiou publicamente alguns candidatos com afinidade ideológica.
Fernando Holiday eleito vereador em São Paulo em 2016 com 48.055 votos pelo DEM e reeleito em 2020 com 67.715 votos pelo PATRIOTA. Nelson Marchezan Júnior eleito em 2016 prefeito de Porto Alegre com 402.165 votos pelo PSDB. Kim Kataguiri eleito deputado federal por São Paulo em 2018 com 465.310 votos pelo DEM. Arthur do Val eleito deputado estadual por São Paulo em 2018 com 478.280 votos pelo DEM. José Pocai Junior eleito prefeito em Monte Sião em 2016 com 5.944 votos pelo CIDADANIA e reeleito em 2020 com 7.183 votos pelo PSL. Ramiro Rosário eleito vereador em Porto Alegre em 2016 com 4.676 votos e reeleito em 2020 com 4.471 votos pelo PSDB. Marschelo Meche eleito vereador em Americana em 2016 com 1.372 votos pelo PSDB e reeleito em 2020 com 777 votos pelo PSL. Carol Gomes eleita vereadora em Rio Claro (São Paulo) em 2016 com 1.204 votos pelo PSDB e reeleita com 1.533 votos em 2020 pelo CIDADANIA. Rubinho Nunes eleito vereador em São Paulo em 2020 com 33.038 votos pelo PATRIOTA. Thomaz Henrique eleito vereador em São José dos Campos em 2020 com 5.159 votos pelo NOVO. Felipe Camozzato eleito vereador em Porto Alegre em 2016 com 10.488 votos pelo NOVO e reeleito com 14.279 votos em 2020 com apoio do MBL. Marlon Luz eleito vereador em São Paulo em 2020 com 25.643 votos pelo PATRIOTA. Glauco Braido eleito vereador em São Bernardo do Campo em 2020 com 2.286 votos pelo PSD. Marcio Colombo eleito vereador em Santo André em 2020 com 2.845 votos pelo PSDB. Paulo Gaspar eleito vereador em Campinas em 2020 com 3.014 votos pelo NOVO. Italo Moreira eleito vereador em Sorocaba em 2020 com 2.866 votos pelo PSC. Lucas Sanches eleito vereador em Guarulhos em 2020 com 4.851 votos pelo PP. Gabriel Bueno eleito vereador em Valinhos em 2020 com 575 votos pelo MDB. Adenilson Rocha eleito vereador em Sinop em 2020 com 1.647 votos pelo PSDB. Dhonatan Pagani eleito vereador em Vilhena em 2020 com 1.878 votos pelo PSDB. Gabriel Zanon assume como vereador em Itajaí em 2021 com 1.117 votos pelo PODEMOS.

## Congressos
O movimento realiza, ao final de cada ano, um Congresso.

### 1.º Congresso
O movimento realizou o seu primeiro Congresso nos dias 28 e 29 de novembro de 2015, no Centro de Convenções Rebouças, em São Paulo. O Congresso teve apenas caráter deliberativo, e não decisivo. Foram debatidas e lançadas as pautas do movimento no evento.

### 2.º Congresso
O Congresso ocorreu em novembro de 2016, contando com uma plateia de mais de 400 pessoas. Algumas das personalidades que participaram foram o ministro do Supremo Tribunal Federal Gilmar Mendes, o deputado federal Darcísio Perondi (PMDB-RS), o ministro da educação Mendonça Filho, o prefeito eleito de São Paulo, João Doria, a advogada Janaína Paschoal, uma das autoras do pedido de impeachment de Dilma Rousseff, e o humorista Danilo Gentili. O dinheiro arrecadado em uma vaquinha online para financiar o evento arrecadou apenas 13% da meta.

### 3.º Congresso
O 3.º Congresso do MBL ocorreu nos dias 11 e 12 de novembro de 2017. Entre os palestrantes se destacam os senadores Ricardo Ferraço (PSDB-ES) e José Medeiros (PSD-MT), os deputados da bancada evangélica Marco Feliciano (PSC-SP) e Sóstenes Cavalcante (DEM-RJ), o vereador Fernando Holiday (DEM-SP), o filósofo Luiz Felipe Pondé e o presidente da Riachuelo, Flávio Rocha. Também participaram os prefeitos de São Paulo e Porto Alegre, respectivamente, João Doria e Nelson Marchezan Jr.
O congresso ocorreu em um salão para 600 pessoas do World Trade Center, em São Paulo.
Foi debatido sobre o que chamam de "patrulhamento" do politicamente correto e sobre o excesso de leis no Brasil. As pautas giravam em torno da defesa do liberalismo econômico, das críticas ao PT e à esquerda e do apoio às reformas conduzidas pelo governo Michel Temer.
O MBL ressaltou durante o Congresso algumas conquistas, tais como a aprovação da reforma trabalhista e o fim do imposto sindical. Não foi definido o candidato que o movimento apoiaria para a eleição presidencial de 2018.

### 4.º Congresso
O 4° Congresso Nacional do MBL aconteceu nos dias 23 e 24 de novembro de 2018, recebendo 2 mil pessoas no WTC Center Events, em São Paulo. O evento contou com a participação de figuras como o humorista Danilo Gentili e o economista Paulo Guedes, além dos membros do movimento, Kim Kataguiri, Arthur do Val e Rubinho Nunes.
Durante todo o primeiro dia, os participantes passaram pelo que os organizadores do movimento chamaram de "MBL experience”, com palestras de Renan Santos e Pedro D’Eyrot. A conversa desse dia foi focada na militância, enquanto o segundo foi voltado para o público geral.

### 5.º Congresso
No ano de 2019, o MBL realizou seu 5.° Congresso Nacional, nos dias 15 e 16 de novembro. O evento foi realizado no WTC Center Events, em São Paulo, alocando 2,5 mil pessoas. No primeiro dia, os deputados federais Kim Kataguiri e Vinicius Poit, o deputado estadual Arthur do Val, o jornalista Carlos Andreazza, o senador Alvaro Dias e o secretário de Fazenda do Estado de São Paulo, Henrique Meirelles, marcaram presença como palestrantes.
Já o segundo dia teve como principal atração uma sabatina com o ex-presidente Michel Temer, feita pelos jornalistas Fábio Zanini (Folha de S.Paulo), José Fucs (O Estado de S. Paulo), Carlos Andreazza (O Globo) e Vera Magalhães (O Estado de S. Paulo). O evento ganhou repercussão após Temer sugerir ao movimento liderar "um processo para acalmar o país".

### 6.º Congresso
O 6º Congresso Nacional do MBL não pôde ser realizado em 2020 por conta da Pandemia de COVID-19. Dessa forma, o evento ocorreu em 2021, em um espaço chamado Nos Trilhos, localizado em uma estação de trem desativada no bairro da Mooca, em São Paulo. Contou com a presença das lideranças nacionais e convidados como o então governador do estado João Dória, o comediante Danilo Gentili e o ex-juiz Sergio Moro, apresentado no evento como o pré-candidato à presidência da República da assim denominada "terceira via", isto é, uma alternativa aos candidatos Bolsonaro e Lula. Todavia, a candidatura acabou não se concretizando. Houve uma Câmara dos Deputados simulada, além de atrações humorísticas, como uma imagem do então ministro da Economia Paulo Guedes, posta no evento para que os participantes pudessem depredá-la.

### 7.º Congresso
Inicialmente programado para ocorrer nos mesmos moldes que os demais, o 7º Congresso Nacional do MBL passou por uma reformulação emergencial logo que foi confirmado o segundo turno entre Lula (PT) e Jair Bolsonaro (PL) na eleição presidencial no Brasil em 2022. Dessa forma, a edição do ano de 2022 foi a primeira com apenas um dia de evento. O local foi o mesmo do 6º Congresso.
Entre os convidados, estavam Eduardo Leite (PSDB), governador eleito do Rio Grande do Sul, o lutador Marcelo Brigadeiro e, novamente, Danilo Gentili, que dessa vez foi apresentado como o futuro candidato à presidente do Movimento, que pretende formar um partido para lançar a candidatura já em 2026. Durante o evento, Arthur do Val e Renan Santos afirmaram que o MBL se trata de um "projeto de poder" e que "ou o MBL se torna um projeto de poder, ou ele morre". Mais uma vez, o evento contou com atrações feitas para debochar de figuras e acontecimentos políticos, como um touro mecânico cujo rosto foi substituído por uma caricatura do escritor bolsonarista Rodrigo Constantino, o qual foi denominado "Gado Mecânico" pelo fato do termo "gado" ser um apelido pejorativo dado aos apoiadores do então presidente, e um boneco vestido com a camisa da Seleção Brasileira de Futebol colocado à frente de um dos trens do local para representar o Patriota do Caminhão, manifestante que se pendurou na dianteira de um caminhão em movimento durante os protestos golpistas de 2022.

### 8.º Congresso
O 8º Congresso Nacional do MBL ocorreu no Komplexo Tempo, no bairro paulistano da Mooca. Entre os convidados estavam o senador Sérgio Moro, o filósofo e escritor Luiz Felipe Pondé e o ex-deputado Xico Graziano. O ex-presidente Michel Temer também foi convidado, mas teve de cancelar sua presença por questões de agenda. Assim como nos anos anteriores, houve um Congresso Nacional simulado e um Campeonato de Debates.
Além da apresentação de novas lideranças e candidatos para as eleições municipais de 2024, foi anunciado, oficialmente, o nome do partido que o movimento almeja criar: Missão. O partido terá uma bandeira nas cores amarelo, branco e preto, estampando uma onça pintada, animal típico da fauna brasileira, na sua logomarca, ao lado esquerdo da inscrição "Missão", em letras minúsculas. O plano é criar o partido a tempo para as eleições de 2026.

## Coordenadores

### Kim Patroca Kataguiri

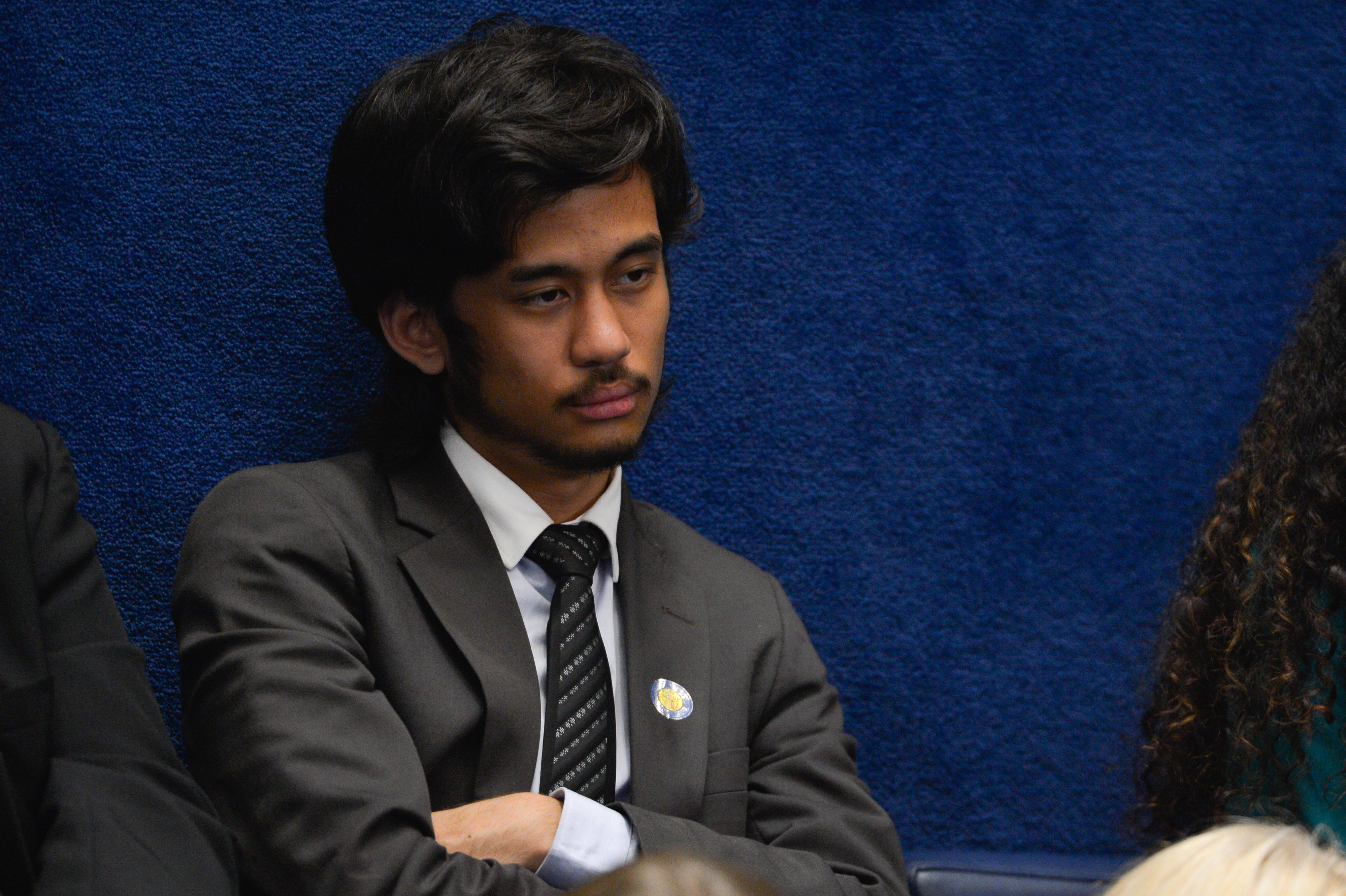
Kim, durante a defesa da então presidente afastada Dilma Rousseff em sua sessão de julgamento do impeachment.

Nascido em 28 de janeiro de 1996, é um político e ativista brasileiro, um dos fundadores e líderes do MBL, além de ser opositor ao Partido dos Trabalhadores. Em outubro de 2015, a revista TIME classifica Kataguiri como um dos adolescentes mais influentes do mundo naquele ano. Foi colunista do jornal Folha de S.Paulo e do The Huffington Post Brasil.

### Renan Antônio Ferreira dos Santos
Empresário, coordenador nacional do Movimento Brasil Livre, foi filiado ao PSDB de 2010 a 2015. Segundo o UOL, Renan é réu em mais de 60 processos de ações civís e trabalhistas. Responde por fechamento fraudulento de empresas, dívidas fiscais, fraude contra credores, calote em pagamento de dívidas trabalhistas e ações de danos morais, que totalizam um montante de 4,9 milhões de reais. Em entrevista ao UOL, Renan admite que deve, mas afirma que essas pendências provém de sua atuação como empresário, e são geradas "pela dificuldade que existe na atividade empresarial no Brasil". Boa parte dos processos foi julgada à revelia do réu, isto é, o tempo para a empresa se defender passou sem que eles se manifestassem e a cobrança realizada na Justiça não obteve sucesso porque os tribunais não encontram valores nem nas contas das empresas, nem nas de seus proprietários.

## Documentários

### Não vai ter golpe! (2019)
Em 2019, o MBL lançou o documentário Não vai ter golpe!, com direção de Alexandre Santos e Fred Rauh e produção de Gabriel Calamari (creditado como Gabriel Sândalo). A produção retrata o nascimento do MBL, a jornada e atuação de seus integrantes e das manifestações populares em defesa da cassação do mandato da ex-presidente Dilma Rousseff.

### São Paulo Brasil (2022)
Em 9 de julho de 2022, o MBL lançou seu segundo documentário, São Paulo Brasil. Também dirigida por Alexandre Santos, essa produção aborda, a partir da história das famílias de Arthur do Val e Kim Kataguiri, três acontecimentos no início do século XX: a Semana de Arte Moderna de 1922, o "boom industrial" do estado de São Paulo e a Revolução Constitucionalista de 1932, cujo aniversário de 90 anos foi escolhido para ser a data de lançamento do filme.